# Mary Daly
Mary Daly (ur. 16 października 1928 w hrabstwie Schenectady, w stanie Nowy Jork, zm. 3 stycznia 2010 w hrabstwie Gardner, w stanie Massachusetts) – amerykańska pisarka, filozofka i teolożka feministyczna z nurtu radykalnego.
Jedna z pionierek współczesnej teologii feministycznej. Jej najczęściej cytowanym zdaniem jest wypowiedź z książki Beyond God the Father: Toward a Philosophy of Women’s Liberation (1973): „Jeśli Bóg jest męski, to to, co męskie, jest bogiem”.

## Lata nauki i pracy naukowej
Urodziła się jako jedynaczka w rodzinie o korzeniach irlandzkich. Od młodości pragnęła zostać katolicką filozofką. Cel wydawał się nieosiągalny ze względu na pochodzenie oraz przedsoborowe prawo w Kościele rzymskokatolickim. Jedyne stypendium, jakie udało się jej zdobyć, umożliwiło studia anglistyki na Katolickim Uniwersytecie w Waszyngtonie. W latach 50. po raz pierwszy w Stanach Zjednoczonych przyznano kobietom możliwość uzyskania doktoratu z religioznawstwa. Daly rozpoczęła studia nad dziełami Tomasza z Akwinu. Po uzyskaniu wszystkich dostępnych kobietom w Stanach stopni akademickich w 1959 r. przybyła do Fryburga szwajcarskiego, by studiować filozofię i teologię. W 1963 r. uzyskała stopień doktora teologii (jako pierwsza kobieta we Fryburgu oraz jako pierwsza katoliczka ze Stanów Zjednoczonych), a w 1965 r. – z filozofii. Rozprawy doktorskie dotyczyły naukowego charakteru teologii Tomasza z Akwinu oraz studiów nad Jacques’em Maritainem. Po powrocie do Stanów Daly znalazła zatrudnienie jako profesor Boston College, gdzie nauczała do końca swojej kariery uniwersyteckiej, tzn. do przejścia na emeryturę w 2001 r.

## Publikacje
Początkowo Daly miała nadzieję na zmiany, idące ku emancypacji i docenieniu kobiet, w obrębie myśli teologicznej oraz przemiany struktur Kościoła chrześcijańskiego, a ściślej – katolickiego, do którego należała. Jej pierwsza publikacja z dziedziny teologii feministycznej to: The Church and the Second Sex (1968), która była teologiczną odpowiedzią na Drugą płeć Simone de Beauvoir. Książka zawierała konkretne propozycje odnowy Kościoła w jego odniesieniu wobec kobiet i bardzo szybko stała się popularną i kontrowersyjną publikacją.
Kolejne publikacje Daly, zawsze kontrowersyjne, coraz bardziej radykalne w postulatach, uczyniły ją grande dame teologii feministycznej. Przełomowa dla rozwoju całej teologii feministycznej okazała się jej książka Beyond God the Father: Toward a Philosophy of Women’s Liberation. Z Jednej strony stanowiła podsumowanie dotychczasowych badań, również niejako rozliczenie się z wcześniejszymi nadziejami na reformę Kościoła w jego odniesieniu do kobiet. Z drugiej strony wyznaczała nowe kierunki dalszych poszukiwań, już poza chrześcijaństwem i Kościołem katolickim. Później Daly korzystała z symboliki religijnej również innych kręgów kulturowych. Wszelkie religie – buddyzm, islam, w tym judaizm i chrześcijaństwo, jak również współczesne zastępcze formy religii, jak freudyzm, jungianizm, marksizm i maoizm – są według niej strukturami patriarchalnymi.

## Najważniejsze postulatyteologii feministycznejDaly
- krytyka patriarchalnego obrazu Boga – po pierwsze: osobowa symbolika odnoszona do Boga w tradycji judeochrześcijańskiej była i nadal jest nie tyle antropomorficzna, ile andromorficzna, tzn. ukształtowana na wzór mężczyzny; po drugie: patriarchalny obraz Boga stawia na piedestale to, co męskie, a prowadzi do poniżenia tego, co kobiece;
- interpretacja symbolu Maryi – Daly uważa, że Maryja w katolicyzmie jest symbolem pozycji kobiet i jest świadectwem mniejszej ich wartości, o Maryi nauczali przez wieki mężczyźni, przeważnie żyjący w celibacie, jej teologiczny obraz stał się ich projekcją nieświadomych pragnień, a dla kobiet – nieosiągalnym ideałem.

## Najważniejsze dzieła
- The Problem of Speculative Theology. A Study In Saint Thomas, (1965)
- Natural Knowledge of God In the Philosophy of Jacques Maritain, (1966)
- The Church and the Second Sex, (1968)
- Beyond God the father: Toward a Philosophy of Women’s Liberation, (1973)
- Gyn/Ecology: The Metaethics of radical Feminist, (1978)
- Pure Lust: Elemental feminist Philosophy, (1984)
- Websters’ First New Intergalactic Wickedary of the English Language, [z Jane Caputi], (1987)
- Outercourse: The Be-dazzling Voyage Containing Recollections from My Logbook of a Radical Feminist Philosopher, (1992)
- Quintessence: Realizing the Archaic Future. A Radical Elemental Feminist Manifesto, (1998)